# Tracii Guns

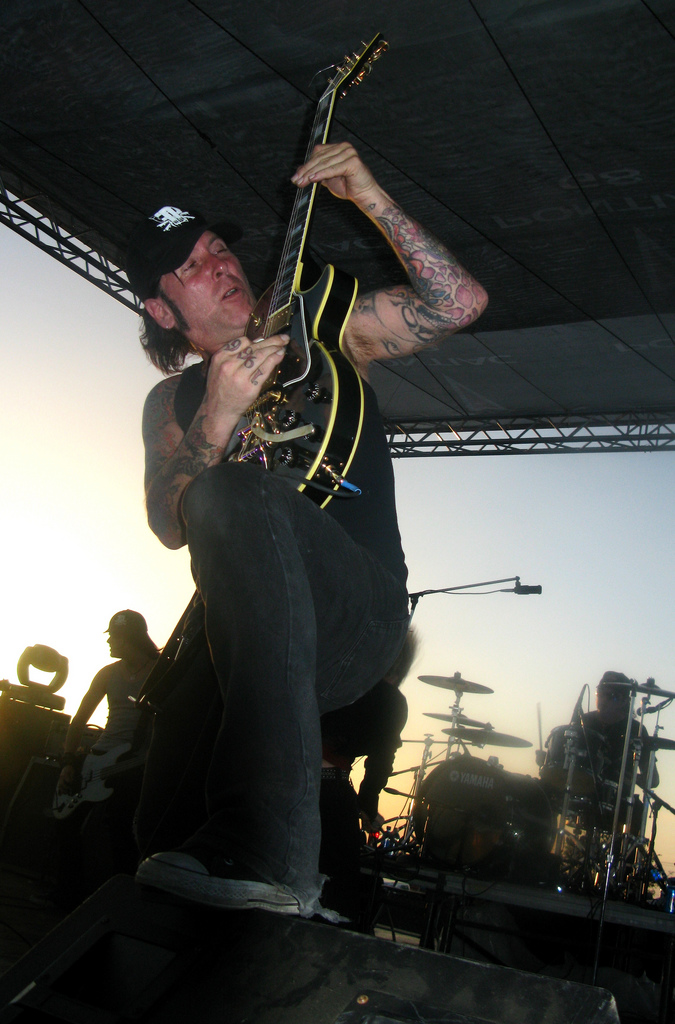
Tracii Guns

Tracii Guns, geboren als Tracy Richard Irving Ulrich (Los Angeles, 20 januari 1966), is een Amerikaans gitarist. Hij is vooral bekend als de grondlegger van de glammetalgroep L.A. Guns, alsmede de supergroepen Brides of Destruction en Contraband. Hij was ook heel kort betrokken bij de vorming van de eerste line-up van Guns N' Roses, maar uiteindelijk verliet hij de groep en werd hij vervangen door gitarist Slash.
- Library of Congress Control Number: no2010062845
- MusicBrainz: 57727779-9d33-40f8-afe5-74e955e845a5
- Virtual International Authority File: 120557991
- WorldCat: E39PBJyRBY9gQcmBKwFKJFGfv3